# 忍全功
忍 全功（しのぶ ぜんこう、1949年1月14日 - ）は、大阪府出身の元プロ野球選手。ポジションは三塁手。

## 来歴・人物
御所工高では主将をつとめ、攻走守にバランスの取れた選手として知られる。2年秋の県大会決勝は延長12回引き分け再試合の末に敗退して準優勝すると近畿大会では優勝。三番打者・二塁手として1966年春の選抜に出場。2回戦（初戦）で金沢高に敗退。同年夏の甲子園県予選でも決勝に進むが、郡山高の植村秀明投手に0-1で完封負け、紀和大会への出場権を獲得できなかった。
社会人野球の日立製作所への就職が決まっていたものの、1966年の第1次ドラフト2位で指名され、大洋ホエールズへ入団。守備は安定していたが打撃が課題でなかなか一軍へ上がれず、1971年限りで退団。1973年に太平洋クラブライオンズへテスト入団し、この年に一軍の試合に初出場。1975年にはプロ初ヒットを記録するが、同年限りで引退した。

## 詳細情報

### 年度別打撃成績
| 年 度     | 球 団     | 試 合 | 打 席 | 打 数 | 得 点 | 安 打 | 二 塁 打 | 三 塁 打 | 本 塁 打 | 塁 打 | 打 点 | 盗 塁 | 盗 塁 死 | 犠 打 | 犠 飛 | 四 球 | 敬 遠 | 死 球 | 三 振 | 併 殺 打 | 打 率 | 出 塁 率 | 長 打 率 | O P S |
| --------- | --------- | ----- | ----- | ----- | ----- | ----- | -------- | -------- | -------- | ----- | ----- | ----- | -------- | ----- | ----- | ----- | ----- | ----- | ----- | -------- | ----- | -------- | -------- | ----- |
| 1973      | 太平洋    | 4     | 2     | 2     | 0     | 0     | 0        | 0        | 0        | 0     | 0     | 0     | 0        | 0     | 0     | 0     | 0     | 0     | 0     | 0        | .000  | .000     | .000     | .000  |
| 1974      | 太平洋    | 1     | 2     | 0     | 0     | 0     | 0        | 0        | 0        | 0     | 0     | 0     | 0        | 0     | 0     | 2     | 0     | 0     | 0     | 0        | ----  | 1.000    | ----     | 1.000 |
| 1975      | 太平洋    | 12    | 2     | 2     | 1     | 1     | 0        | 0        | 0        | 1     | 0     | 1     | 0        | 0     | 0     | 0     | 0     | 0     | 0     | 0        | .500  | .500     | .500     | 1.000 |
| 通算：3年 | 通算：3年 | 17    | 6     | 4     | 1     | 1     | 0        | 0        | 0        | 1     | 0     | 1     | 0        | 0     | 0     | 2     | 0     | 0     | 0     | 0        | .250  | .500     | .250     | .750  |

### 記録
- 初出場：1973年4月22日、対南海ホークス前期2回戦（大阪球場）、8回裏から三塁手として出場
- 初打席：1973年4月22日、対南海ホークス前期3回戦（大阪球場）、9回表に佐藤道郎から凡退
- 初安打：1975年4月5日、対日本ハムファイターズ前期1回戦（平和台球場）、10回裏に吉田誠の代打として出場、高橋直樹から単打

### 背番号
- 34 （1967年）
- 67 （1968年 - 1971年）
- 43 （1973年 - 1975年）